# Tuffi ai Giochi della XXX Olimpiade - Trampolino 3 metri sincro femminile
La gara del trampolino 3 metri sincronizzato femminile dei Giochi di Londra 2012 si è svolta il 29 luglio a partire dalle ore 15:00 (BST UTC+1). Vi hanno partecipato otto coppie di atlete in rappresentanza di altrettante nazioni. La gara si è svolta in un unico turno di finale in cui ogni coppia ha eseguito cinque tuffi.

## Risultati
| Pos.    | Nazione       | Atlete                                 | Tot.   | T1    | T2    | T3    | T4    | T5    | Ord. |
| ------- | ------------- | -------------------------------------- | ------ | ----- | ----- | ----- | ----- | ----- | ---- |
| Oro     | Cina          | He Zi Wu Minxia                        | 346.20 | 54.00 | 52.80 | 79.20 | 80.10 | 80.10 | 3    |
| Argento | Stati Uniti   | Kelci Bryant Abigail Johnston          | 321.90 | 52.80 | 52.20 | 74.70 | 70.20 | 72.00 | 5    |
| Bronzo  | Canada        | Jennifer Abel Émilie Heymans           | 316.80 | 53.40 | 47.40 | 72.90 | 74.70 | 68.40 | 6    |
| 4       | Italia        | Tania Cagnotto Francesca Dallapé       | 314.10 | 52.20 | 52.20 | 74.70 | 63.90 | 71.10 | 1    |
| 5       | Australia     | Sharleen Stratton Anabelle Smith       | 304.95 | 49.20 | 49.20 | 70.20 | 69.75 | 66.60 | 2    |
| 6       | Ucraina       | Olena Fedorova Hanna Pys'mens'ka       | 302.40 | 49.20 | 48.00 | 63.00 | 72.90 | 69.30 | 8    |
| 7       | Gran Bretagna | Alicia Blagg Rebecca Gallantree        | 285.60 | 49.80 | 52.20 | 56.70 | 72.00 | 54.90 | 4    |
| 8       | Malaysia      | Joon Hong Cheong Pandelela Rinong Pamg | 283.50 | 46.20 | 47.40 | 54.00 | 71.10 | 64.80 | 7    |